# Lajos Kassák
Lajos Kassák, född 21 mars 1887, död 22 juli 1967, var en ungersk författare och målare.
Kassák introducerade avantgardet (futurismen och expressionismen) i den ungerska konsten och litteraturen. Som konstruktivistisk målare gjorde han sig ett namn också utanför Ungern, främst i Frankrike och Tyskland. Viktigast var ändå hans litterära verksamhet. Han gav ut flera tidskrifter; av dem spelade särskilt Ma ("I dag"), Tett ("Dåd") och Munka ("Arbete") en viktig roll under mellankrigstiden. Som lyriker var han banbrytare för modernismen i sitt land. Bland hans prosaverk är den självbiografiska Egy ember élete ("En människas liv") i åtta band det mest betydande.
På svenska finns Hästen dör, fåglarna flyger ut (i tolkning av Gunnar Harding, översättningen granskad av János Csatlós, FIB:s lyrikklubb, 1979).